# 韓國國際交流財團
韓國國際交流財團是一家成立於1991年的非牟利公共外交組織，目的為推廣韓國在國際社會的知名度，总部位于韩国濟州特別自治道西歸浦市。该财团曾推进多项促进韩国和他国文化互信的交流活动。该财团的现任理事长是李是衡。